# East Side, West Side (1927)
East Side, West Side is een Amerikaanse dramafilm uit 1927 onder regie van Allan Dwan. In Nederland werd de film destijds uitgebracht onder de titel Ontluikende liefde.

## Verhaal
De wees John Breen wordt een bokskampioen onder de hoede van de rijke architect Gilbert van Horn. Hij weet niet dat Van Horn zijn vader is, die hem jaren tevoren moest afstaan onder dwang van zijn familie. Met het geld dat hij verdient als bokser, kan Breen een nieuwe loopbaan opbouwen als architect. Pas als blijkt dat ze verliefd zijn op dezelfde vrouw, komt aan het licht dat Van Horn en Breen eigenlijk vader en zoon zijn.

## Rolverdeling
| Acteur               | Personage        |
| -------------------- | ---------------- |
| George O'Brien       | John Breen       |
| Virginia Valli       | Becka Lipvitch   |
| J. Farrell MacDonald | Pug Malone       |
| Dore Davidson        | Channon Lipvitch |
| Sonia Nodell         | Mevrouw Lipvitch |
| June Collyer         | Josephine        |
| John Miltern         | Gerrit Rantoul   |
| Holmes Herbert       | Gilbert van Horn |
| Frank Dodge          | Rechter Kelly    |
| Dan Wolheim          | Grogan           |
| Johnny Dooley        | Bendelid         |
| John Kearney         | Politieagent     |